# 1671 en musique classique
| \| • Retour à la chronologie générale de la musique classique • \| |
| Grèce • Rome • Haut Moyen Âge • VIIIe siècle • IXe siècle • Xe siècle • XIe siècle XIIe siècle • XIIIe siècle • XIVe siècle • XVe siècle • XVIe siècle • XVIIe siècle XVIIIe siècle • XIXe siècle • XXe siècle • XXIe siècle |
| • Retour à la chronologie générale de la musique classique • |

| Années en musique classique : 1668 - 1669 - 1670 - 1671 - 1672 - 1673 - 1674    |
| Décennies en musique classique : 1640 - 1650 - 1660 - 1670 - 1680 - 1690 - 1700 |

## Événements
- Janvier : Psyché, tragicomédie-ballet de Molière, Corneille, Quinault, Lully.
- 3 mars : Pomone, premier « opéra français », du compositeur Robert Cambert.
- Lully est nommé directeur de l’Académie de musique.
- Le Magnificat d’Heinrich Schütz.

## Naissances

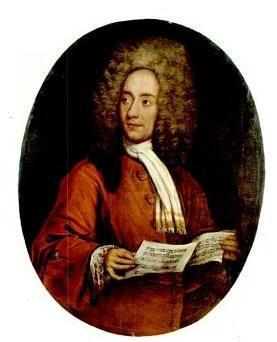
Tomaso Albinoni

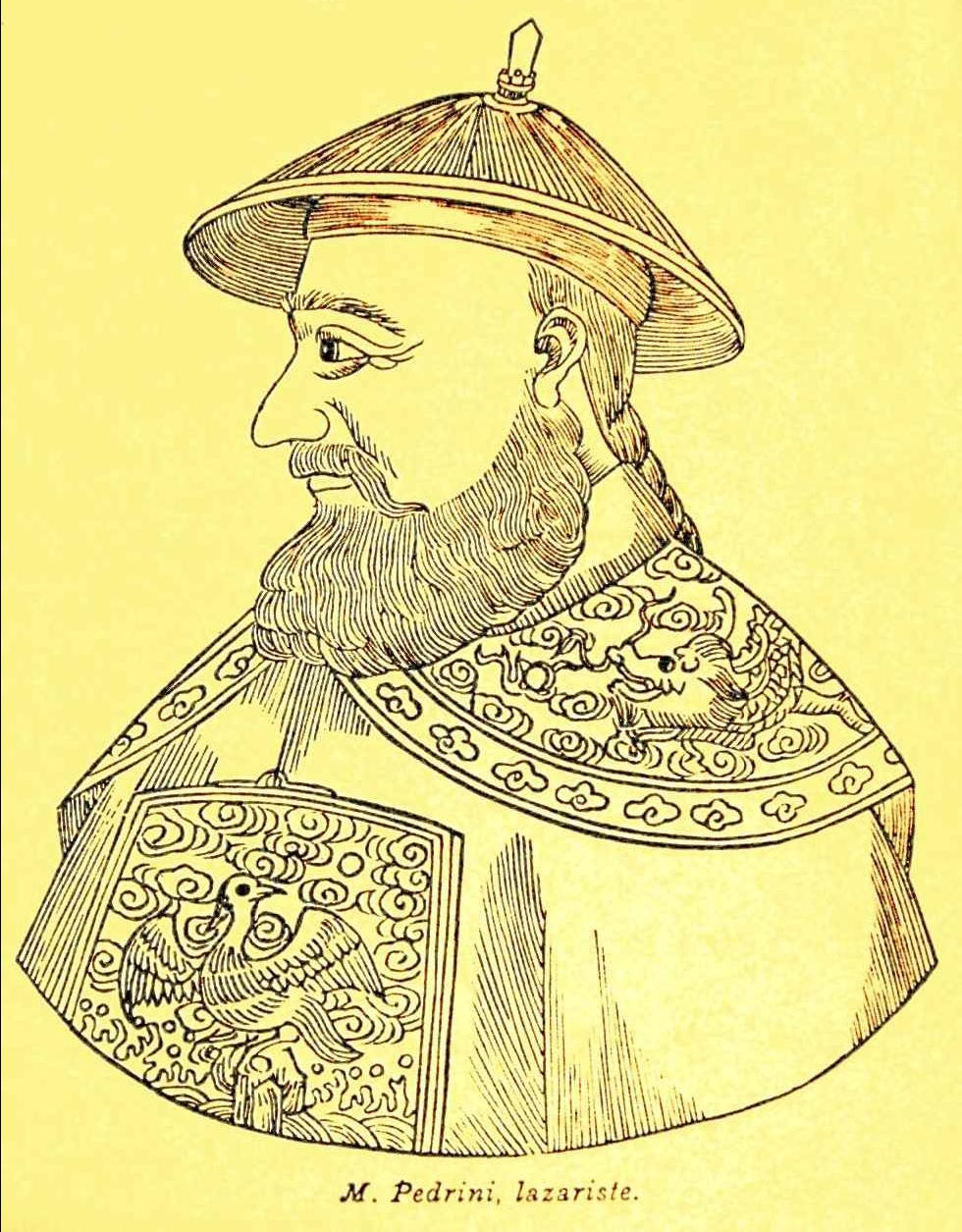
Teodorico Pedrini

- 19 février : Charles Hubert Gervais, compositeur français († 15 janvier 1744).
- 21 mai : Azzolino della Ciaja, organiste, claveciniste et compositeur italien († 15 janvier 1755).
- 8 juin :
  - Tomaso Albinoni, compositeur italien († 17 janvier 1751).
  - Giuseppe Aldrovandini, compositeur, maître de chapelle et professeur de chant italien († 9 février 1707).
- 16 juin : Johann Christoph Bach III, organiste et compositeur allemand, frère aîné de Johann Sebastian († 22 février 1721).
- 30 juin : Teodorico Pedrini, missionnaire lazariste italien, compositeur et claveciniste († 10 décembre 1746).
- 7 septembre : Antoine Danchet, auteur dramatique, librettiste et poète dramatique français († 21 février 1748).

Vers 1671 :
- Francesc Valls, compositeur et théoricien de la musique espagnol († 2 février 1747).

## Décès
- Petrus Hurtado, compositeur et maître de chant des Pays-Bas espagnols  (° 1620).